# Tommy Shaw
Tommy Roland Shaw, född 11 september 1953 i Montgomery, Alabama, är en amerikansk gitarrist, sångare,  och låtskrivare. Han är känd för åren som han varit med i rockgruppen Styx, men har även gjort egna soloplattor och har varit med i grupperna Damn Yankes och Shaw Blades. Han gick med i bandet Styx 1975 och skrev ledmotivet till deras album Crystal Ball. I Styx får han en stor roll och bandet slår igenom stort med albumet The Grand Illusion.

## Diskografi

### Studioalbum (solo)
- Girls with Guns (1984)
- What if (1985)
- Ambition (1987)
- 7 Deadly Zens (1998)
- The Great Divide (2011)

### Album med Styx
- Crystal Ball (1976)
- The Grand Illusion (1977)
- Pieces of Eight (1978)
- Cornerstone (1979)
- Paradise Theatre (1981)
- Kilroy Was Here (1983)
- Brave New World (1999)
- Cyclorama' (2003)
- Big Bang Theory (2005)
- The Mission (2017)

### Album med Damn Yankees
- Damn Yankees (1990)
- Don't Tread (1992)

### Album med Shaw–Blades
- Hallucination (1995)
- Influence (2007)